# Mauricio Pineda (amerykański piłkarz)
Mauricio Pineda (ur. 17 października 1997 w Chicago) – amerykański piłkarz pochodzenia meksykańskiego występujący na pozycji środkowego obrońcy lub defensywnego pomocnika, od 2020 roku zawodnik Chicago Fire.
Jego brat Victor Pineda również był piłkarzem.